# Rue Berthe-Molly
La rue Berthe-Molly (anciennement rue des Juifs) est une voie de la commune française de Colmar.

## Situation et accès
Cette voie de circulation, d'une longueur de 300 m, se trouve dans le quartier centre.
On y accède par la Grand-Rue, les rues des Marchands, Weinemer, de la Porte-Neuve, des Augustins, de l'Ancienne-Poste, Nicolas-de-Corberon, Chauffour, la place de l'École et le cours des Trois-Cultures.
Cette voie n'est pas desservie par les bus de la TRACE.

## Origine du nom
La rue doit son nom à Berthe Molly (1865 - 1945) qui a légué à la ville un parc de 57 ha et deux maisons.

## Bâtiments remarquables et lieux de mémoire
Dans cette rue se trouvent des édifices remarquables[Lesquels ?].

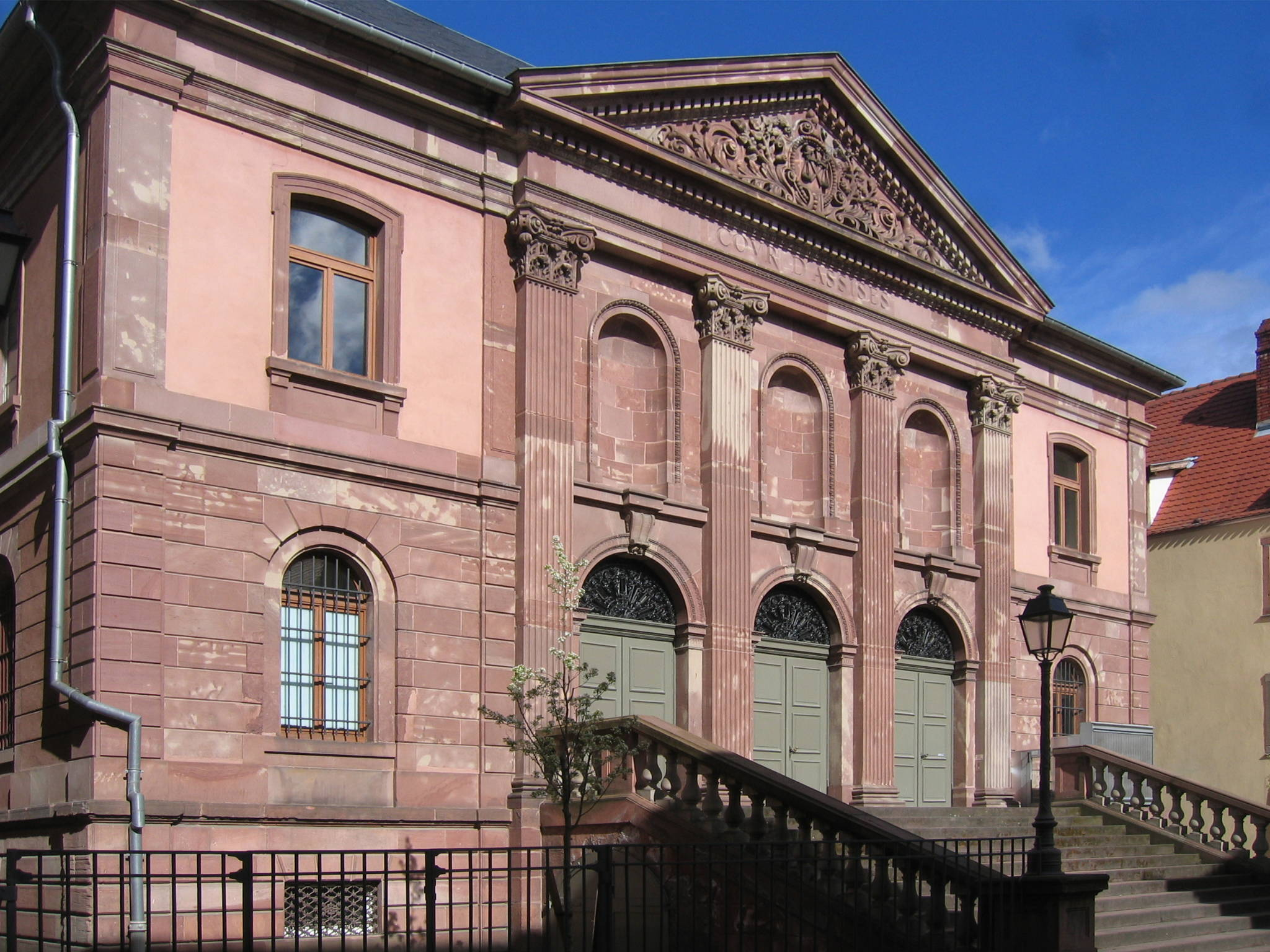
Cour d'assises (1840) Classé MH (1992)
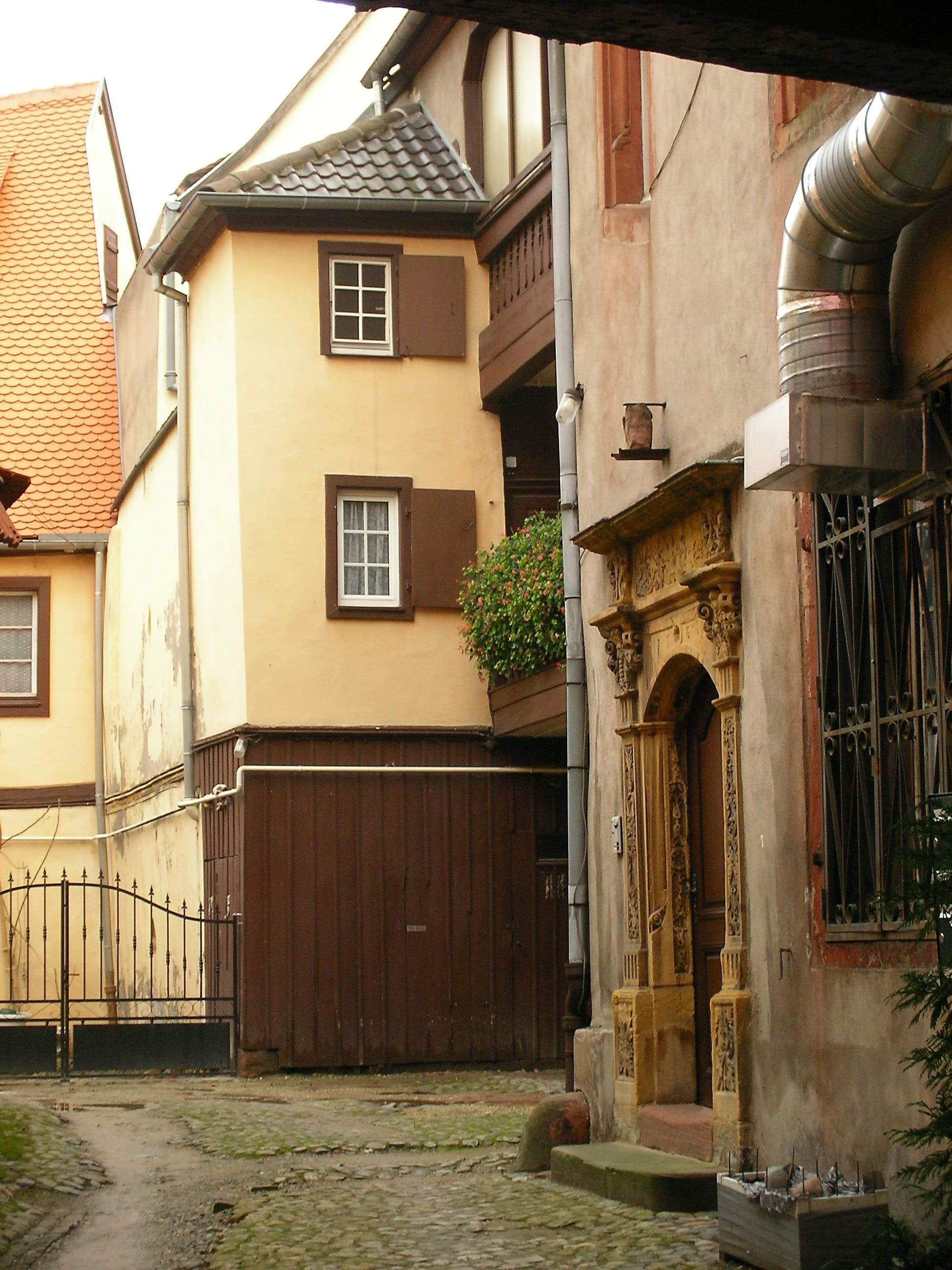
Maison (1566) au no 15 Inscrit MH (1929)
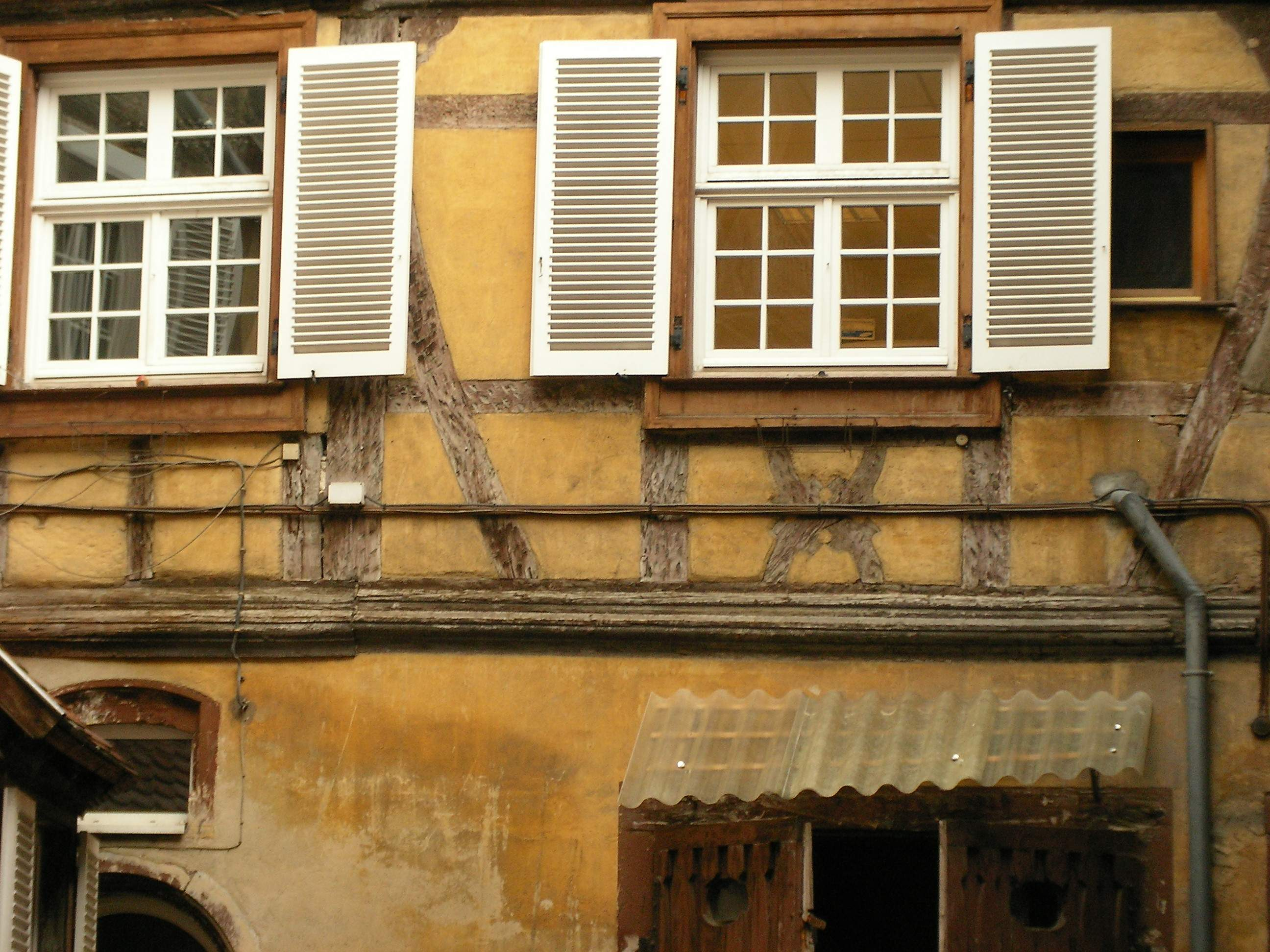
Immeuble (1599) au no 23 Inscrit MH (1985)
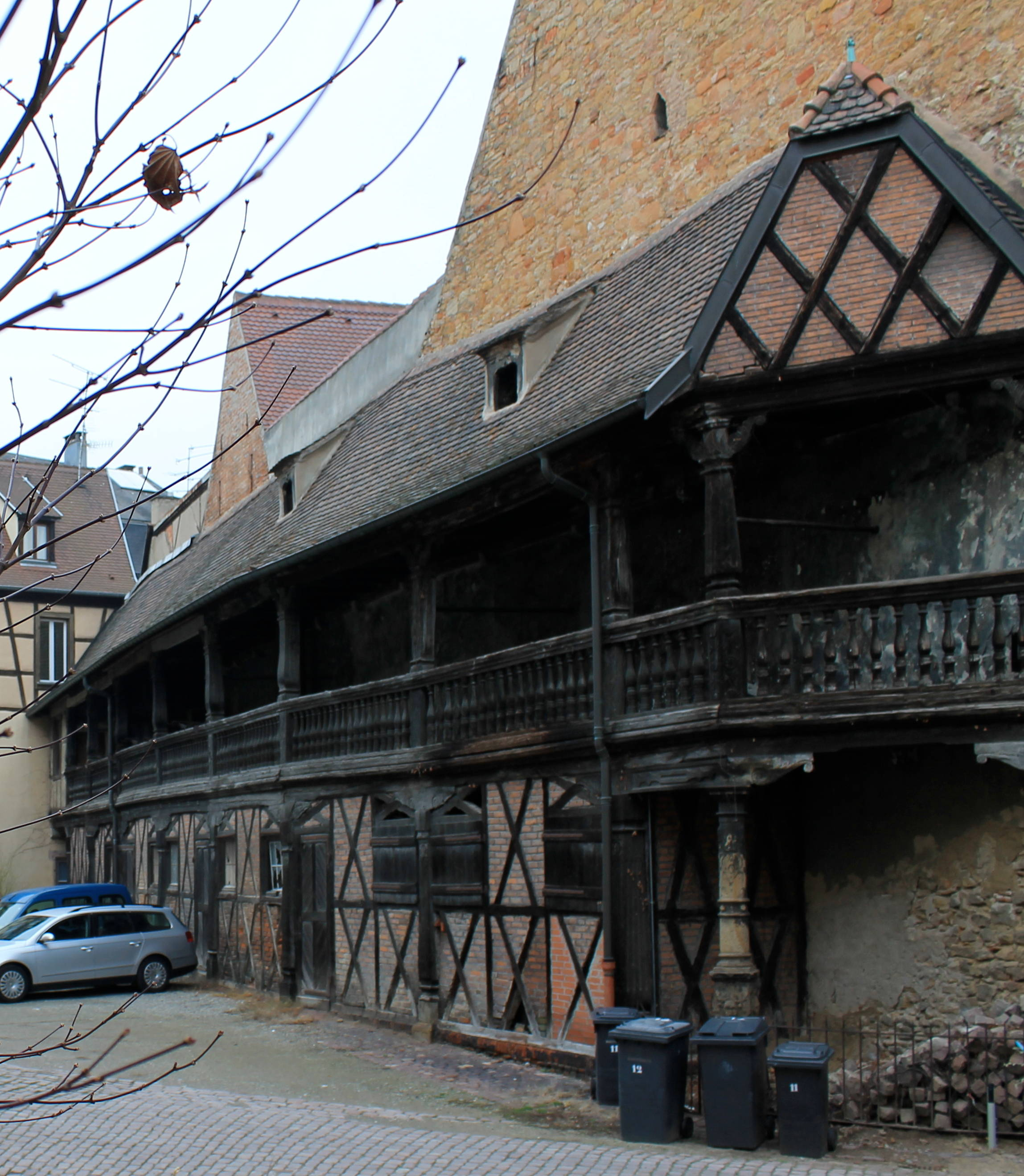
Maison Wildungshof (1566) au no 12 Inscrit MH (1929)

- no 12 : Voltaire séjourna dans la maison Wildungshof durant treize mois entre 1753 et 1754[4], afin d'achever ses Annales de l'Empire depuis Charlemagne, après son renvoi de la cour de Frédéric II[5].